# Blind Man's Bluff (film 1916)
Blind Man's Bluff è un cortometraggio muto del 1916 diretto da Harry Solter.

## Produzione
Il film fu prodotto dall'Independent Moving Pictures Co. of America (IMP).

## Distribuzione
Distribuito dall'Universal Film Manufacturing Company, il film uscì nelle sale cinematografiche statunitensi il 30 giugno 1916.